# Ахалсопели (Хобский муниципалитет)
Ахалсопели (груз. ახალსოფელი) — село в Грузии, на территории Хобского муниципалитета края (мхаре) Самегрело-Верхняя Сванетия.

## География
Село находится в западной части Грузии, к северу от реки Риони, на расстоянии приблизительно 6 километров (по прямой) к югу от города Хоби, административного центра муниципалитета. Абсолютная высота — 5 метров над уровнем моря.

## Население
По результатам официальной переписи населения 2014 года, в Ахалсопели проживало 713 человек (359 мужчин и 354 женщины). В национальной структуре населения грузины составляли 99,6 %.
| Год  | Население, человек |
| ---- | ------------------ |
| 2002 | 759                |
| 2014 | ↘ 713              |